# Sebastian Bezzel
Sebastian Bezzel (ur. 18 maja 1971 w Garmisch-Partenkirchen) – niemiecki aktor teatralny, telewizyjny i filmowy.

## Życiorys
Urodził się w Garmisch-Partenkirchen jako syn ornitologa Einharda Bezzela. Ukończył studia na wydziale aktorskim Bawarskiej Akademii Teatralnej im. Augusta Everdinga (Bayerische Theaterakademie August Everding) w Monachium. Grał w różnych teatrach, w tym Bayerisches Staatsschauspiel i jako komik, zanim rozpoczął swoją karierę telewizyjną i filmową w połowie lat 90.
W 1999 roku pojawił się gościnnie w jednym z odcinków serialu ARD Tatort (Miejsce zbrodni) jako cyniczny kolega Norberta Heckela. Wkrótce stał się rozpoznawalny w roli policjanta Ulfa Meinertsa w serialu RTL Paragraf 40 (Abschnitt 40, 2001–2006). Powrócił do serialu ARD Tatort (2004–2016) jako komisarz policji Kai Perlmann u boku głównej komisarz Klary Blum. Wystąpił też w serialu kryminalnym Sat.1 Byk z Tolz (Der Bulle von Tölz) jako Wolfgang Spann (2000), Max Kreuzer (2005) i Sebastian Kröll (2007), a także jako król Wilbur w telewizyjnym filmie ARD Uwe Jansona Najpiękniejsze baśnie braci Grimm: Sześciu zawsze sobie radę da (Sechse kommen durch die ganze Welt, 2014).

## Wybrana filmografia

### Filmy fabularne
- 1997: Strong Shit (TV) jako Sixten
- 2001: Eine Hochzeit und (k)ein Todesfall (TV) jako Stefan Schwarz
- 2001: Du oder keine (TV) jako Markus
- 2007: Katyń jako oficer Propaganda Abteilung
- 2007: Stellungswechsel jako Gy
- 2008: Die Versöhnung (TV) jako Anton 'Toni' Stirner
- 2008: Die Geschichte vom Brandner Kaspar jako Fonse
- 2009: Die Blücherbande (TV) jako Ollie Ambusch
- 2009: Die Rebellin (TV) jako Walter Juskowiak
- 2010: Nanga Parbat jako Peter Scholz
- 2014: Sześciu zawsze sobie radę da (Sechse kommen durch die ganze Welt, TV) jako król Wilbur
- 2011: Die göttliche Sophie - Das Findelkind (TV) jako Toni Brunner
- 2017: Falsche Siebziger (TV) jako Hubertus Hochstetter

### Seriale TV
- 1999: Tatort: Norbert jako kolega Norberta
- 1999: Der Alte jako Juri Wagner
- 2002: SOKO München jako Tilman Steineck
- 2003: Kommissarin Lucas
- 2003: Telefon 110 (Polizeiruf 110: Mama kommt bald wieder) jako Sven Mehlhorn
- 2003: Bloch jako Daniel Claussen
- 2003: Café Meineid jako Georg Wetzel, pan młody
- 2004: Der Alte jako David Brand
- 2004–2016: Tatort jako Kai Perlmann
- 2006: Medicopter 117 jako Rick
- 2009-2012: Franzi jako Werner Grüneis
- 2010: SOKO Leipzig jako Volker Franke
- 2011-2012: Danni Lowinski jako Sven Novak
- 2016: Tatort: Wofür es sich zu leben lohnt jako Kai Perlmann
- 2019:Tatort: Maleficius jako prof. Bordauer